# Zequentic
Zequentic är en ort i Mexiko.   Den ligger i kommunen Zinacantán och delstaten Chiapas, i den sydöstra delen av landet, 700 km öster om huvudstaden Mexico City. Zequentic ligger 1 854 meter över havet och antalet invånare är 1 201.
Terrängen runt Zequentic är huvudsakligen kuperad, men västerut är den bergig. Runt Zequentic är det ganska tätbefolkat, med 54 invånare per kvadratkilometer. Närmaste större samhälle är San Cristóbal de las Casas, 19,8 km öster om Zequentic. I omgivningarna runt Zequentic växer huvudsakligen savannskog.